# Fidel de Sautó
Fidel de Sautó (Sautó, Conflent, 1722 - Madrid, 1773) va ser un missioner caputxí i escriptor.

## Biografia
El 1738 ingressà a l'orde caputxí i va ser destinat a la Guaiana el 1753; el 1761 va ser nomenat prefecte de la missió. A causa del seu origen nord-català, i en un marc de tensions polítiques entre espanyols i francesos per l'expansionisme gal a la Guaiana, i possiblement per desavinences personals per haver-se negat fra Fidel a construir una fortalesa a l'Illa Fajardo del riu Caroní, el governador Manuel Centurión l'expulsà de la colònia.

## Obres
- Fidelis de Sauto Causae et judicia ex confessionibus protestantium, quibus et suam praetensam Ecclesiam (Càdis: Ex Regia Typ. of D. Emmanuelis Espinosa, 1764)